# Lamprospilus decorata
Lamprospilus decorata är en fjärilsart som beskrevs av Percy I. Lathy 1926. Lamprospilus decorata ingår i släktet Lamprospilus och familjen juvelvingar. Inga underarter finns listade i Catalogue of Life.